# Amarillo indio

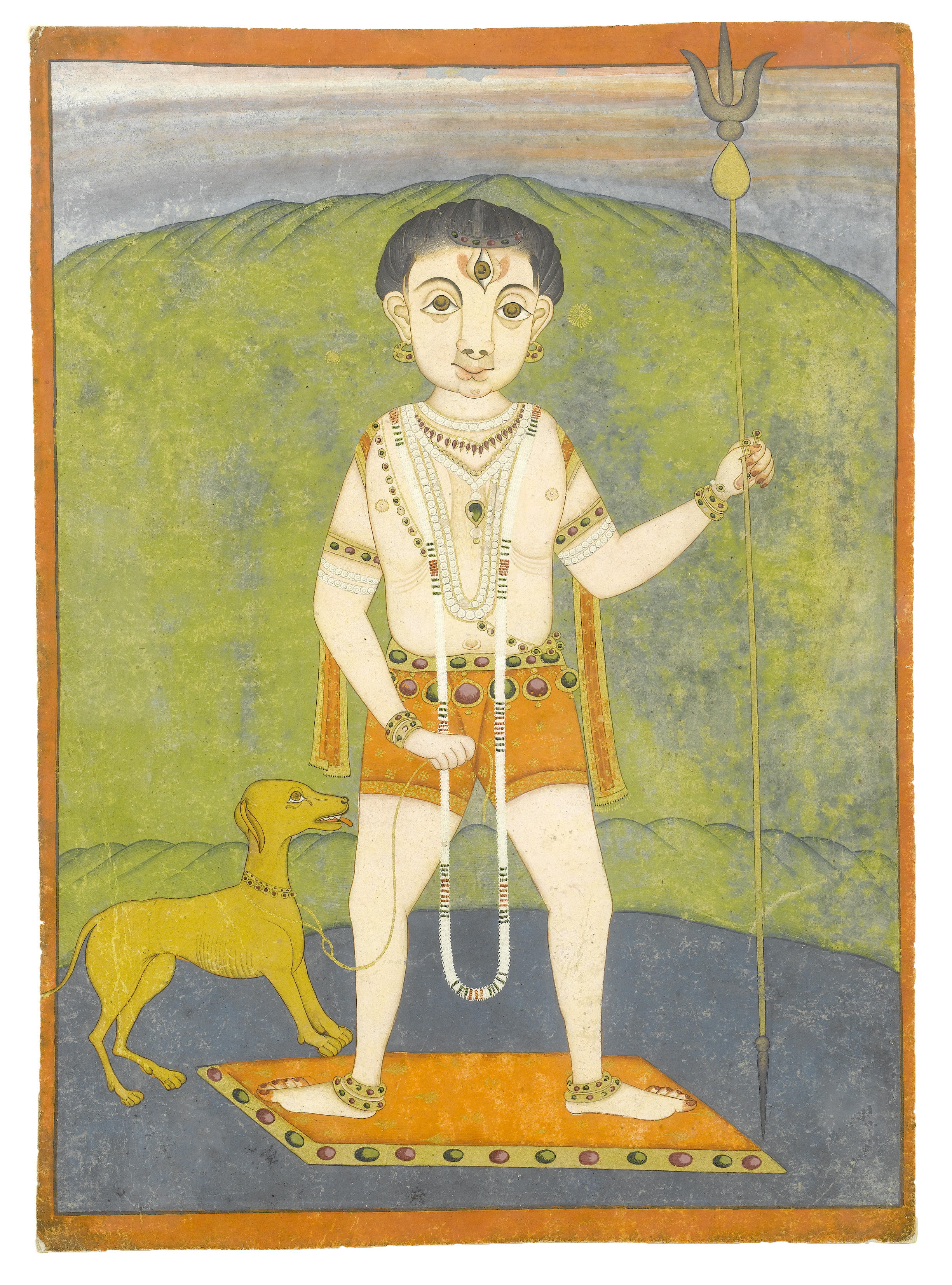
Miniatura realizada en India alrededor de 1776, representado a Shivá. En este tipo de obras, suele detectarse el pigmento amarillo indio. Al iluminarlas con luz ultravioleta, el amarillo indio auténtico muestra una fluorescencia amarilla intensa.

El amarillo indio, amarillo de la India o xántico es una laca orgánica basada en una sal magnésica del ácido euxantínico, tradicionalmente utilizada en pintura artística, que proporciona un color amarillo naranja traslúcido de gran estabilidad. Su fórmula química es C19H16O11Mg • 5H2O, y su denominación en el Índice Internacional del Color es CI 75320.

## Historia
Este pigmento fue utilizado en India desde el siglo XV como color para las miniaturas.
Hacia mediados del siglo XIX, en los países europeos, el amarillo indio se importaba desde India y China, de donde llegaba en forma de peras o bollos compuestos de una materia prensada de color marrón amarillento llamada «puré» (del inglés purree) y también piuri, peori, pioury, peoli, gogili, gaugoli, etc., de la que no se sabía con certeza por qué procedimiento ni con qué ingredientes era elaborada. Durante mucho tiempo, se creyó que se fabricaba mediante la evaporación de la orina de ungulados domésticos (vacas, camellos, elefantes, búfalos) que eran alimentados con ciertas plantas, o que los bollos eran cálculos biliares de estos animales. Los importadores europeos de este producto lo refinaban lavando los bollos y separando la materia diluida en dos fases: una verde, que se descartaba, y una amarilla, que se secaba nuevamente y se usaba como pigmento para acuarelas. Como era caro, se lo adulteraba frecuentemente con pigmentos amarillos inorgánicos, como el amarillo de cromo.
En su libro De la pintura al óleo, que data de 1830, J.-F.-L. Mérimée, secretario del Colegio Real de Bellas Artes de París, dice del amarillo indio:

Un sabio naturalista que ha viajado por la India me ha dicho que este pigmento es elaborado en Calcuta por un inglés que oculta cuidadosamente sus procedimientos; pero nuestro sabio ha descubierto que la materia colorante de esta laca se extrae de un arbusto llamado memecylon tinctorium, cuyas hojas son usadas por los indios para teñir de amarillo. Juzgando por el olor a orina de vaca que despide este pigmento, es probable que esa orina sea empleada para extraer la tintura de mémécylon.

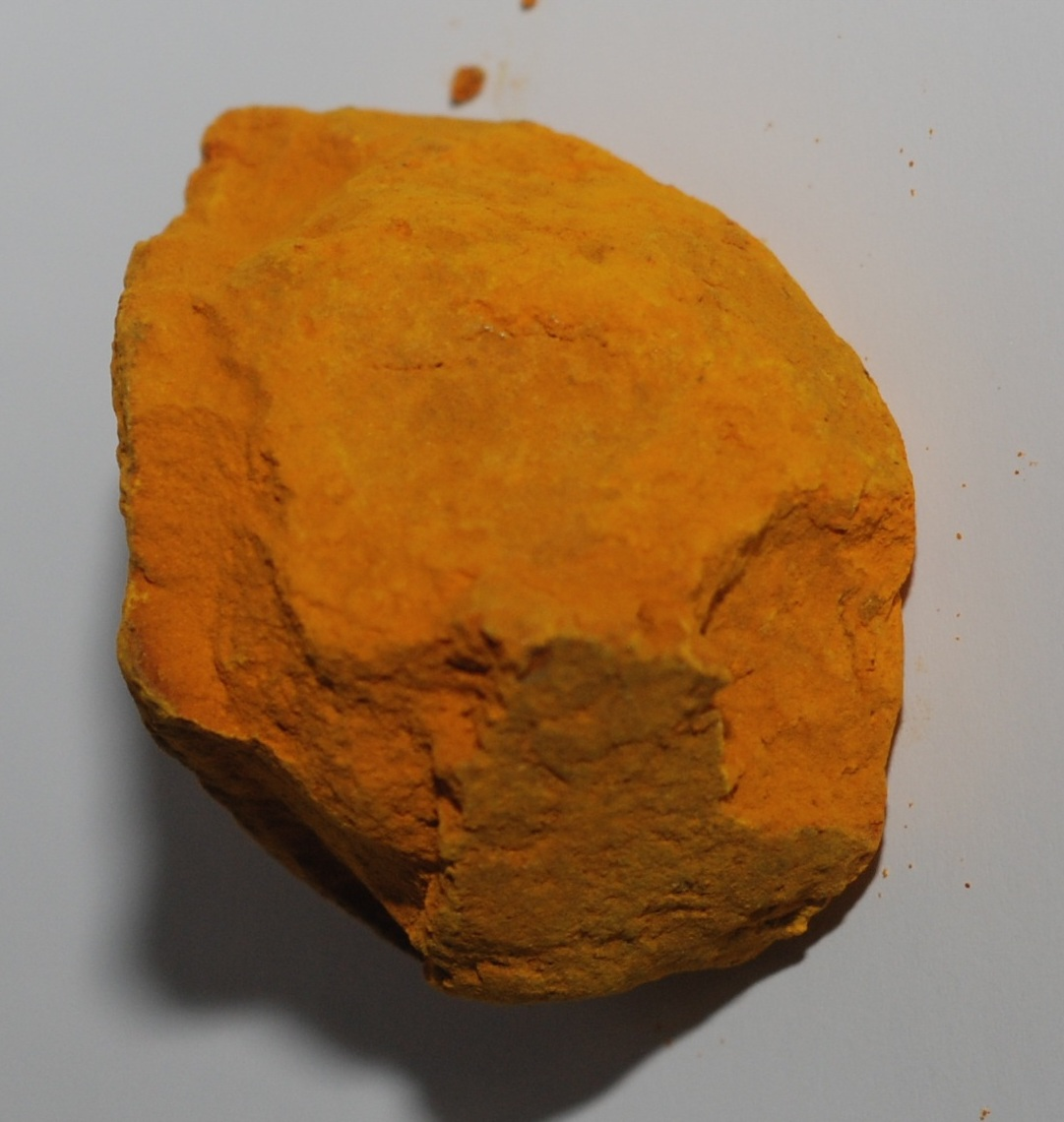
Bollo de pigmento amarillo indio de la colección de tintes históricos de la Universidad Politécnica de Dresde, Alemania.

En 1844, el químico escocés John Stenhouse examinó un bollo de «puré» de amarillo indio, del que escribió:

El purree, tal como se lo encuentra en el comercio, consiste en esferas de 3 a 4 onzas de peso, las cuales son pardo oscuras por fuera, pero cuyo interior, una vez partidas, es de un color naranja intenso. Vistas a través del microscopio, evidentemente consisten de pequeños cristales en forma de aguja. El purree tiene un olor muy característico, que se asemeja mucho al del aceite de ricino. Esta circunstancia ha inducido la creencia de que se trata de una materia animal, y en general se considera, incluso entre aquellos más familiarizados con el Oriente, que consiste de bezoares de las vesículas biliares de diferentes animales, tales como el camello, el elefante, el búfalo, etc. Otra opinión muy difundida es que se trata de un depósito de la orina de algunos de estos animales. Debido a razones que mencionaré aquí, me inclino a creer que el purree tiene un origen vegetal y no animal.

…

Concluiré por el momento con la observación de que, no obstante todos los informes que indican lo contrario, parece altamente probable que el purree que se consigue en el comercio sea el jugo de algún árbol o planta, el cual, tras haber sido exprimido, ha sido saturado con magnesia y hervido hasta alcanzar su consistencia final.

Hacia 1880, Joseph Dalton Hooker, por entonces director del Real Jardín Botánico de Kew, solicitó a T.N. Mukharji, de Calcuta, que investigara el origen del piuri, y en 1883 Mukharji envió una carta a la Royal Society of Arts de Londres donde informaba, a propósito de esa cuestión, que el único lugar de la India donde se fabricaba el pigmento era en la localidad de Mirzapur, en el estado de Bihar. De acuerdo con este informante, la fuente del amarillo indio era la orina de vacas a las que se alimentaba con hojas de mango. Esta orina se recogía en recipientes, se enfriaba y luego se calentaba al fuego con el fin de espesarla; después se colaba a través de un paño, resultando de esto un sedimento con el que se formaban bollos que se secaban primero sobre el fuego y después al sol.
A pesar de lo detallado del testimonio de T.N. Mukharji, su veracidad ha sido puesta en duda debido a que no se han hallado evidencias de que en Mirzapur existiese una industria del piuri alrededor del año 1900.
Finalmente, el elevado precio del amarillo indio hizo que se lo sustituyera por lacas amarillas de origen vegetal, y más recientemente por colorantes derivados del alquitrán, como el amarillo azoico y el amarillo de naftol. Por este motivo, hacia 1883 se abandonó su uso, y hoy día un bollo de amarillo indio auténtico constituye una rareza para coleccionistas.

### Usos
El amarillo indio se solía usar como pigmento para pintura artística, en forma de óleo y de acuarela, requiriendo una buena adición de aceite y de barniz.

## El amarillo indio actual
Las muestras que se dan debajo corresponden al color de las pinturas para artistas que se comercializan actualmente bajo la denominación de color «amarillo indio», que ya no contienen el pigmento original. La muestra descrita como «aclarada» representa el aspecto de la pintura aclarada con blanco.
|            | Amarillo indio    | Amarillo indio aclarado |
| HTML       | #F39430           | #F9B448                 |
| CMYK       | (0, 50, 90, 0)    | (0, 35, 80, 0)          |
| RGB        | (243, 148, 48)    | (249, 189, 72)          |
| HSV        | (31°, 80 %, 95 %) | (37°, 71 %, 98 %)       |
| Referencia | [ 7 ]             | [ 7 ]                   |